# Тајвански макаки
Тајвански макаки (Macaca cyclopis) је врста примата из породице мајмуна Старог света (Cercopithecidae).

## Распрострањење
Кинеско острво Тајван је једино познато природно станиште врсте. Људском интервенцијом мајмуни су увезени и у Јапан.

## Станиште
Тајвански макаки има станиште на копну.

## Начин живота
Исхрана врсте укључује воће.

## Угроженост
Ова врста није угрожена, и наведена је као последња брига јер има широко распрострањење.

### Популациони тренд
Популација ове врсте је стабилна, судећи по доступним подацима.